# Puchar Polski w piłce nożnej plażowej kobiet
Puchar Polski w piłce nożnej plażowej kobiet (także Puchar Polski w beach soccerze kobiet) – cykliczne rozgrywki piłki nożnej plażowej, organizowane co roku przez Polski Związek Piłki Nożnej dla polskich żeńskich drużyn klubowych (amatorskich oraz profesjonalnych).

## Mecze finałowe
| Sezon | Data finału | Zwycięzca                  | Wynik | Finalista                  | Miejsce                     |
| ----- | ----------- | -------------------------- | ----- | -------------------------- | --------------------------- |
| 1.    | 7.07.2019   | Lady Grembach Łódź         | 7:2   | ISD-UJD Częstochowa        | LOTOS Stadion Letni Gdańsk  |
| 2.    | 5.07.2020   | UKS Sparta Daleszyce       | 5:3   | Lady Grembach Łódź         | LOTOS Stadion Letni Gdańsk  |
| 3.    | 27.06.2021  | UKS Sparta Daleszyce       | 1:0   | Pogoń Tczew                | LOTOS Stadion Letni Gdańsk  |
| 4.    | 26.06.2022  | Lady Grembach Łodź         | 3:2   | Pogoń Tczew                | LOTOS Stadion Letni Gdańsk  |
| 5.    | 10.06.2023  | Pogoń Tczew                | 6:4   | Red Devils Ladies Chojnice | Energa Stadion Letni Gdańsk |
| 6.    | 30.06.2024  | Red Devils Ladies Chojnice | 6:3   | Pogoń Tczew                | Energa Stadion Letni Gdańsk |
| 7.    | 21.06.2025  | Red Devils Ladies Chojnice | 3:1   | Pogoń Tczew                | Stadion Letni Gdańsk        |

## Triumfatorki i finalistki Pucharu Polski
| Lp. | Nazwa klubu                | Zdobywca | Finalista | Lata triumfów |
| --- | -------------------------- | -------- | --------- | ------------- |
| 1.  | Lady Grembach Łódź         | 2        | 1         | 2019, 2022    |
| 1.  | Red Devils Ladies Chojnice | 2        | 1         | 2024, 2025    |
| 3.  | UKS Sparta Daleszyce       | 2        | 0         | 2020, 2021    |
| 4.  | Pogoń Tczew                | 1        | 4         | 2023          |
| 5.  | ISD-UJD Częstochowa        | 0        | 1         |               |

## Zimowy Puchar Polski kobiet
Od 2024 roku Polski Związek Piłki nożnej organizuje zimową edycję turnieju, który ma miejsce na krytym obiekcie - Fabryce Sportów w Kozłowie koło Gliwic.
- 2024 - FC10 Ladies Zgierz
- 2025 - Red Devils Ladies Chojnice[1]